# 摂田屋
摂田屋（せったや）は、新潟県長岡市の地名。旧三国街道に面しており、古くから酒・味噌・醤油などの醸造が盛んな地域である。

## 概要
長岡の中心市街地（長岡駅周辺）から南へ約4 kmほど、JR宮内駅の南東側にまちが広がっている。
長岡では幕末の戊辰戦争や第二次世界大戦の空襲（長岡空襲）で市街地の大部分を焼失したが、摂田屋では被害を免れたため、土蔵をはじめとした古くからのまちなみが残っている。

### 主な企業・施設
- 機那サフラン酒製造本舗 - 登録有形文化財：土蔵[4]
こて絵の蔵が特徴的であり、休日を中心に一般公開が行われる。市による観光拠点整備が進められており[5][6]、2020年10月には観光施設「米蔵」がオープンした[7][8]。
- 吉乃川酒造 - 登録有形文化財：常倉[9]
2019年10月に、売店や飲食、展示スペースを備えた観光施設「醸蔵」がオープンした[10][11]。
- 越のむらさき - 登録有形文化財：主屋[12]、土蔵[13]
- 味噌星六 - 登録有形文化財：土蔵[14]
- 星野本店 - 登録有形文化財：三階蔵[15]
- 長谷川酒造 - 登録有形文化財：主屋[16]
- 摂田屋公園 - 仕込み桶をイメージした便所がある。

### イベント
- 蔵開き（4月）
- HAKKO trip（10月）
- 蔵JAZZ（10月）

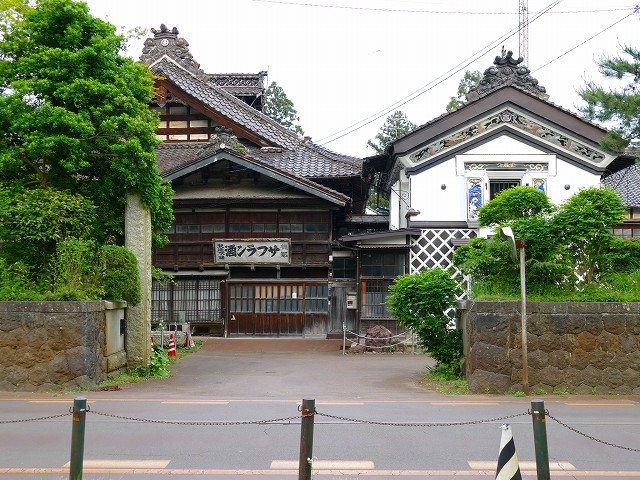
機那サフラン酒製造本舗
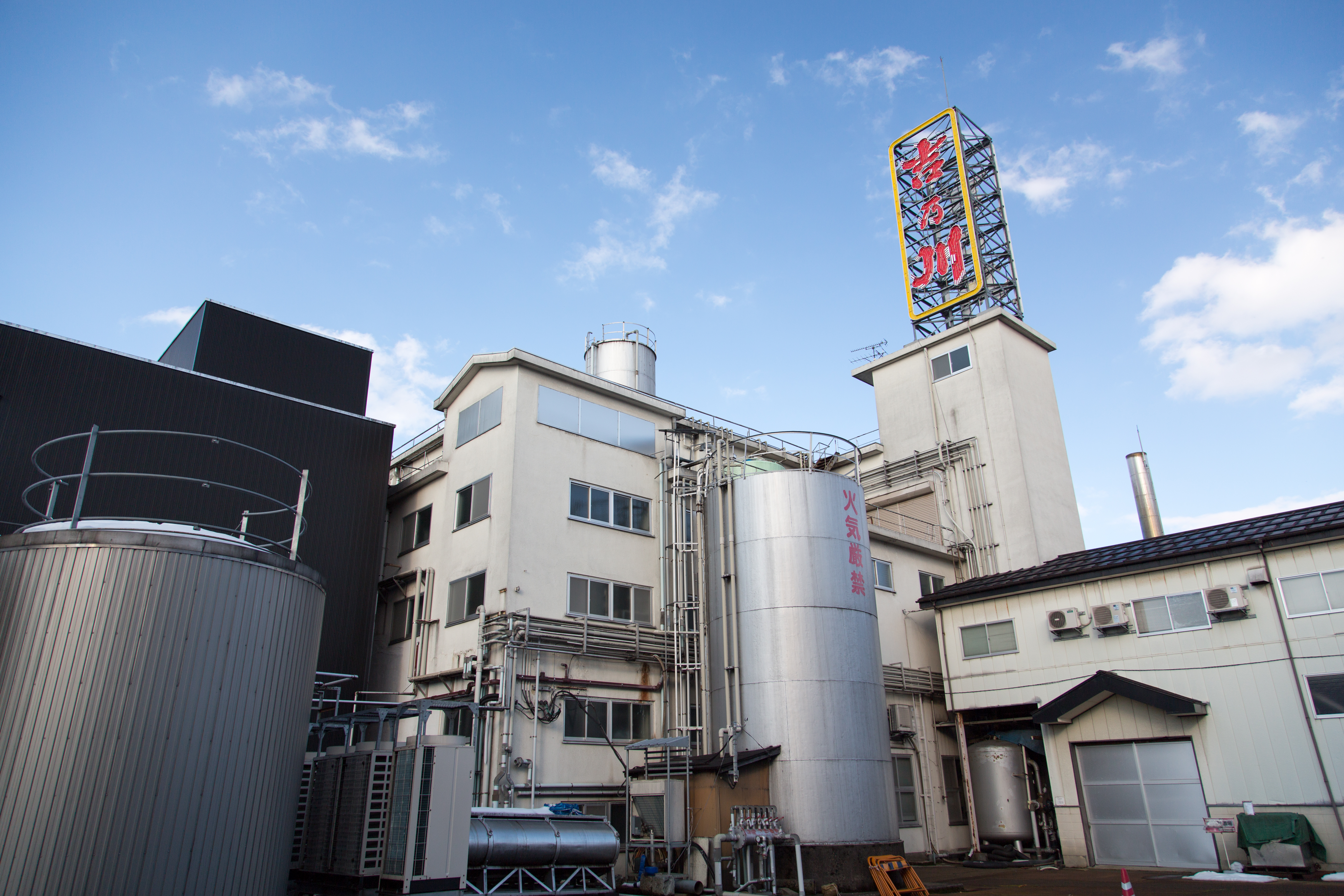
吉乃川酒造
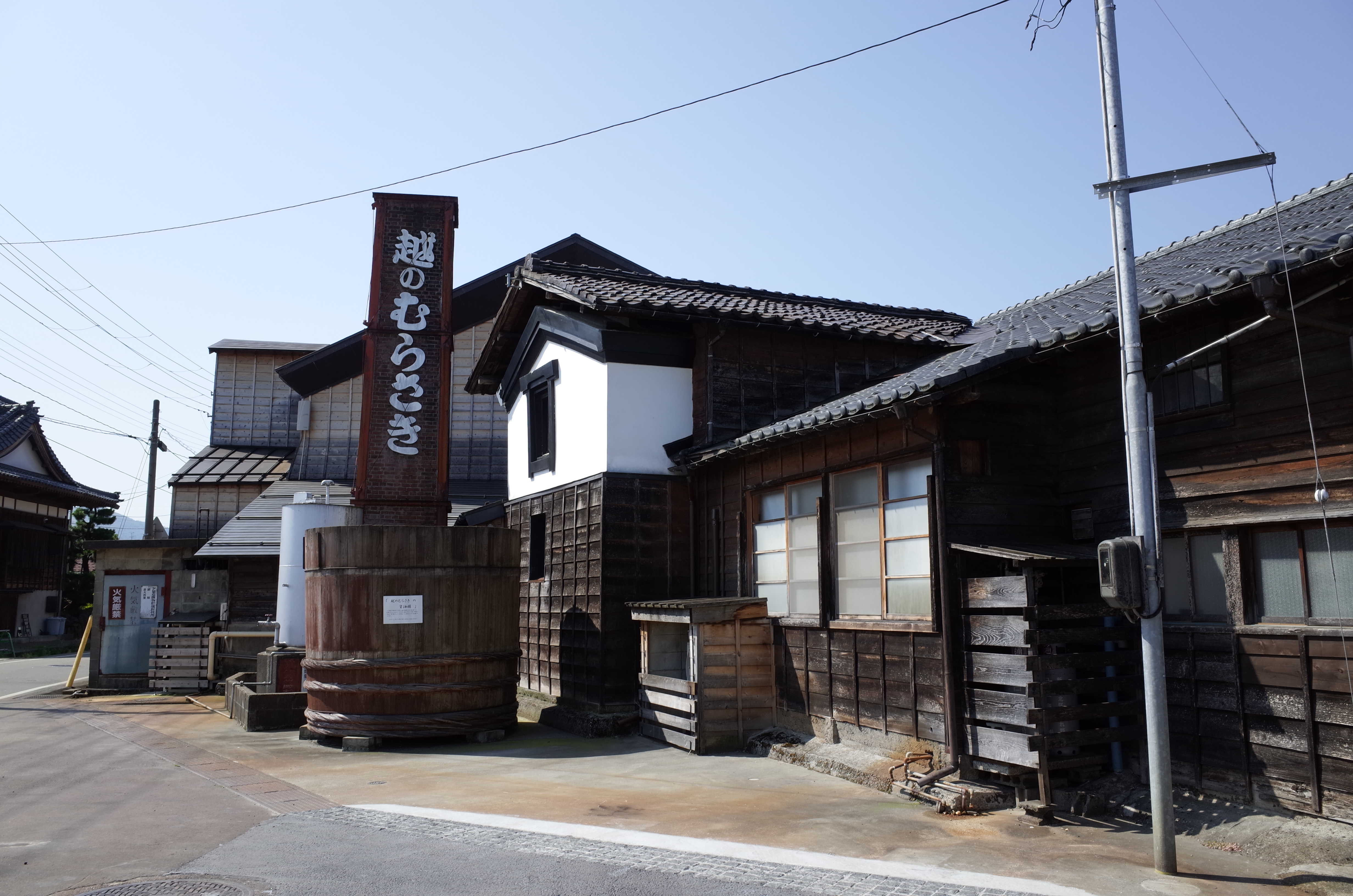
越のむらさき
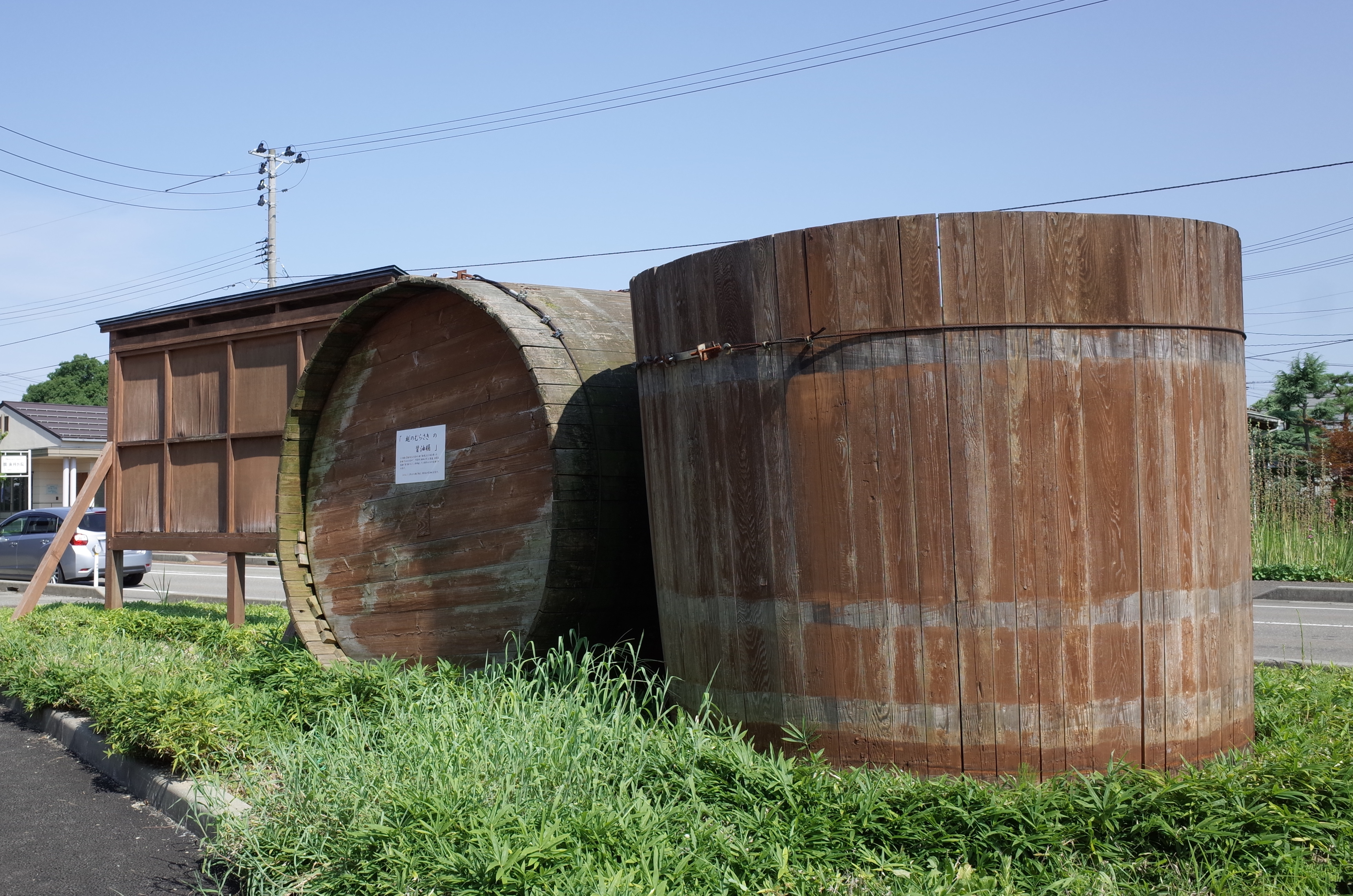
越のむらさきの醤油桶
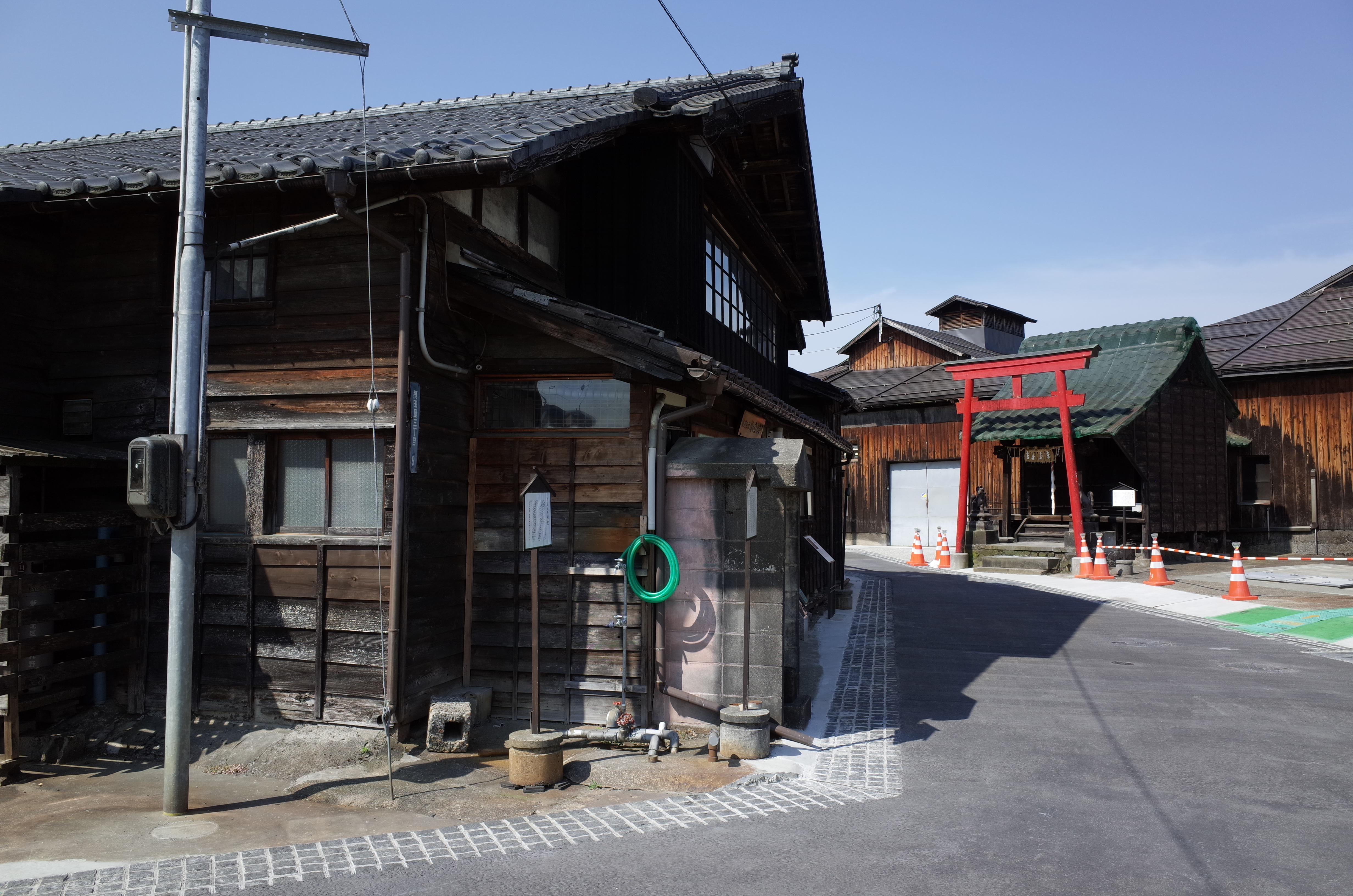
竹駒稲荷

## 交通
- JR信越本線・上越線 宮内駅東口から徒歩圏内。